# Ejigayehu Shibabaw
Ejigayehu Shibabaw (1974), conocida como Gigi, es una cantante etíope de música jazz, soul y afrofunk.
Nació en el seno de una familia campesina, dedicada al cultivo del café, que se trasladó a Addis Abeba en 1984. Ante la oposición de su familia a que siguiera la carrera musical, huyó a Kenia, donde formó su primer grupo. Actuó por primera vez en Nairobi en 1993. En 1996, de regreso a Etiopía, juntó el grupo de teatro «Salomon et Saba» de Massimo Schuster, junto con Fantahun Shewankochew y Wores Egziabher, y actuó en varias ciudades de África Oriental y del Sur. El grupo visitó también Francia, donde Ejigayehu y sus compañeros grabaron un disco para la «Maison des Cultures du Monde», titulado Éthiopie/Chants d'amour (1997). 
En 1998 se instaló en San Francisco, California, donde grabó un nuevo disco, One Ethiopia, con instrumentos electrónicos. El disco llamó la atención de Chris Blackwell, fundador de Palm Pictures, sello en el que Ejigayehu grabaría posteriormente Gigi (disco en el que se combinan jazz, funk, dub y varios estilos musicales africanos) y Radioaxiom: A Dub Transmission.
En marzo de 2003 editó Illuminated Audio. Ese mismo año, en diciembre, se publicó Abyssinia Infinite Zion Roots, en el que Gigi canta melodías tradicionales, con acompañamiento de instrumentos acústicos, como el arpa Kirar o la flauta washint.

## Discografía
- 1997 - Éthiopie/Chants d'amour
- 1997 - Tsehay
- 1998 - One Ethiopia
- 2001 - Gigi
- 2003 - Illuminated Audio
- 2003 - Abyssinia Infinite Zion Roots
- 2006 - Gold and wax
- 2012 - Zion Roots